# Проміжний хазяїн

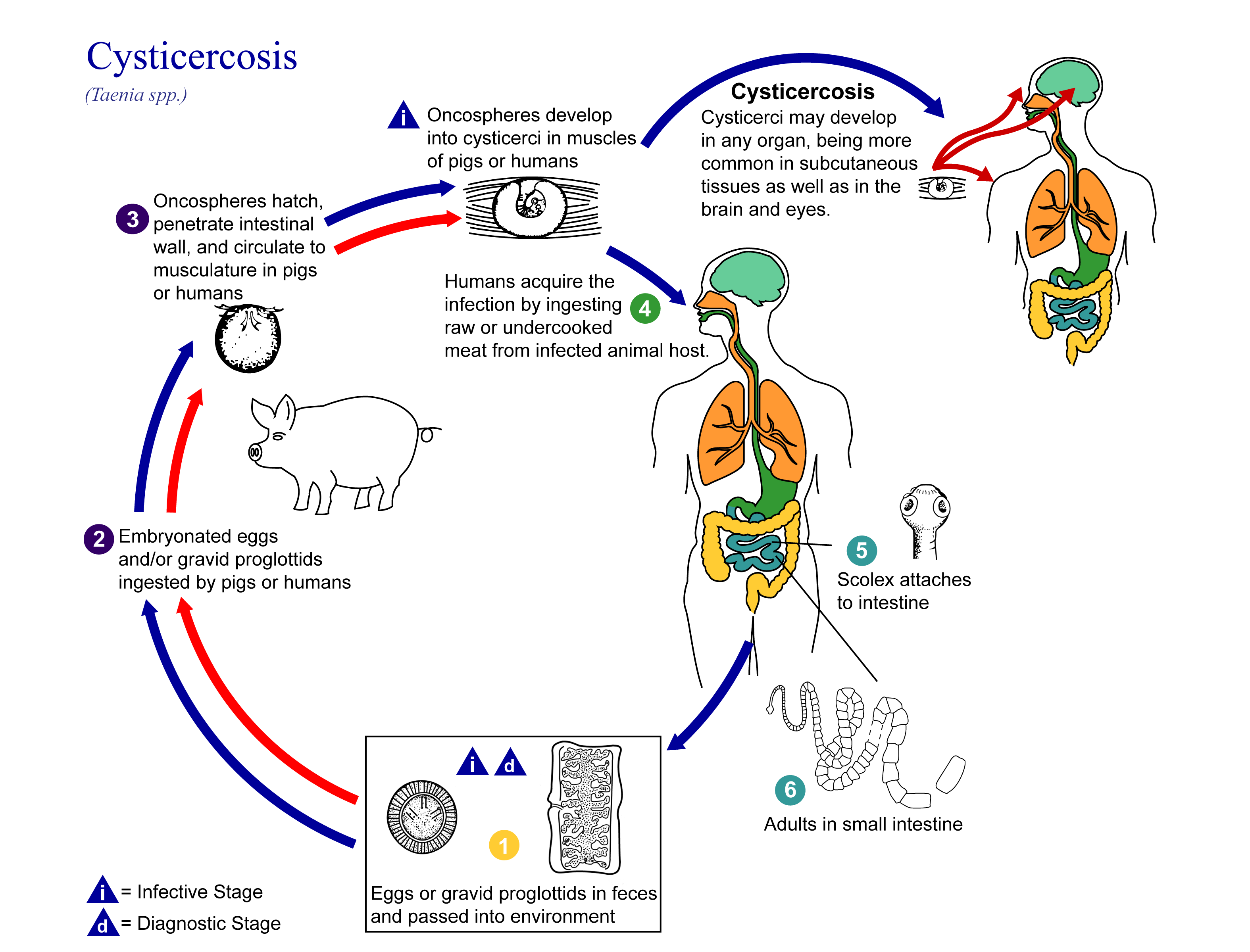
Життєвий цикл ціп'яка озброєного Taenia solium

Проміжні або вторинні хазяї (господарі) — тварини чи рослини в яких паразити проходять частину свого розвитку.
Тварини проміжні хазяї це ті в тілі яких розвиваються личинкові стадії паразитів. На противагу проміжним хазяям тварини, в тілі яких паразити досягають статевої зрілості, називаються остаточними хазяями. Наприклад, проміжним хазяїном ціп'яка озброєного є свиня, остаточним — людина. Розвиток деяких паразитів пов'язаний із зміною двох трьох і навіть чотирьох хазяїв, які звичайно належать до різних систематичних груп. Так, котяча двоустка має двох проміжних хазяїв: молюска бітинію і рибу (плітку, в'язя тощо); її остаточним хазяїном є людина і ссавці, що їдять рибу. 
Проміжні хазяї серед рослин, це ті на яких проходять частину свого розвитку іржасті гриби та деякі сумчасті гриби. Ці гриби мають кілька форм спороношень, що змінюють одна одну. На проміжних хазяях у іржастих грибів звичайно відбувається утворення ецидіальних спороношень, на основному хазяїні — уредо- та теліо спор (телейтоспор).